# Charles Martin (kierowca wyścigowy)
Charles Edward Capel „E.C.” Martin (ur. 21 kwietnia 1913 w Abergavenny, zm. 19 lutego 1998 w Chelsea) – brytyjski kierowca wyścigowy.

## Życiorys
W wyścigach samochodowych Martin startował głównie w Wyścigach Grand Prix oraz w wyścigach samochodów sportowych. Posiadał własne Alfa Romeo Tipo B oraz ERA, w których w 1936 roku wygrał wyścigi Nuffield Trophy oraz BRDC 500 Miles rozgrywane w Wielkiej Brytanii. W sezonie 1934 był drugi w Mannin Moar. W latach 1934-1935 Brytyjczyk pojawiał się w stawce 24-godzinnego wyścigu Le Mans. W pierwszym sezonie startów odniósł zwycięstwo w klasie 1.1, a w klasyfikacji generalnej uplasował się na czwartej pozycji. Rok później ponownie świętował tryumf, tym razem w klasie 1.5. Ponadto stanął na najniższym stopniu podium w klasyfikacji generalnej.